# Anastácio de Dara
Anastácio de Dara (em latim: Anastasius; em grego: Αναστάσιος) foi um oficial bizantino do século VI, ativo durante o reinado do imperador Justiniano I (r. 527–565). Era nativo de Dara. De acordo com Procópio de Cesareia, em 537 ajudou a reprimir a sedição do rebelde João Cotistis contra o imperador e foi reconhecido por sua inteligência. No final de 539 ou começo de 540, foi enviado como emissário ao xainxá Cosroes I (r. 531–579) para tentar evitar um novo conflito entre o Império Bizantino e o Império Sassânida Foi detido pelos persas, sendo libertado apenas na primavera de 540, após o saque de Sura. Johann Albert Fabricius o associou, sem confirmação, com o cônsul homônimo em 517 e com o jurista homônimo, que era nativo de Dara.